# Аль-Хидд
СКК «Аль-Хидд» (араб. نادي الحد الرياضي الثقافي‎) — футбольный клуб из города Мухаррак, основанный в 1945 году. Команда играет в чемпионате Бахрейна по футболу. Домашние матчи проводит на стадионе «Национальный», вмещающем 35 580 зрителей. Один из старейших футбольных клубов Бахрейна, при этом ни разу не становившийся чемпионом королевства.

## История
Команда выступала на международном уровне в Арабской лиге чемпионов в сезоне 2012/13.
В 2014 году клуб получил право выступать в Лиге чемпионов АФК, однако «Аль-Хидд» выбыл уже в 2-м квалификационном раунде проиграв катарскому клубу «Лехвия» (2:1). Попав в менее престижный Кубок АФК, команда дошла до четвертьфинала турнира.

## Достижения
- Кубок короля Бахрейна по футболу: 1

2015
- Кубок Ассоциации футбола Байхрена: 1

2015
- Суперкубок Бахрейна по футболу: 1

2015